# Tamar Pelleg-Sryck
Tamar Pelleg-Sryck, née le 2 juin 1926 à Pinsk et morte le 11 mars 2024, est une avocate et une militante des droits de l'Homme israélienne.

## Biographie
Elle émigre en Palestine avec sa famille en 1943. Elle vit dans une famille bourgeoise, mais développe des idées communistes. Elle fréquente beaucoup les militants du Matzpen, sans cependant y adhérer. Elle est éducatrice, mais à l'âge de 60 ans, elle devient avocate. Elle rédige des rapports sur les violations des droits de la personne en Israël et dans les territoires occupés, à Gaza notamment. Elle combat les détentions provisoires sans limite de temps des Palestiniens et contre l'usage de la torture par l'État d'Israël. Elle défend les Palestiniens emprisonnés, malgré la difficulté d'obtenir des décisions favorables : en 2004, sur cent quarante-deux Palestiniens jugés, onze seulement seront libérés.
Elle est membre du comité de parrainage du Tribunal Russell sur la Palestine dont le début des travaux a été présenté le 4 mars 2009.
Elle vivait à Tel Aviv.